# Manuel Arnús y Fortuny
Manuel Arnús y Fortuny (Barcelona, 15 de mayo de 1852-Barcelona, 1916) fue un médico e hidrólogo español.

## Biografía
Hijo de Manuel Arnús de Ferrer, nació en Barcelona en 1852. Cursó la carrera de Medicina en la Universidad Central entre 1868 y 1873, año en que recibió, por oposición, los títulos de licenciado y doctor. Fue nombrado ayudante del departamento de Anatomía y Disección por el claustro de la Facultad de Medicina de Madrid y, en 1872, practicante del Instituto oftalmológico. Al graduarse de licenciado, cesó en este cargo para contiuar sus servicios en el mismo establecimiento como profesor. Asimismo, explicó un curso teórico-práctico de enfermedades del ojo interno, acomodación y refracción.
En 1873 pasó a continuar con sus estudios en París. Ingresó en la Escuela de Altos Estudios del Collège de France, concretamente en el laboratorio de Histología Zoológica, dirigido por el profesor Robin.
En 1875 fue designado médico-director interino de los baños minerales de la localidad de Alhama de Murcia, y, al año siguiente, en virtud de oposiciones, obtuvo la dirección en propiedad del establecimiento de baños de Fortuna, de cuyo cargo dimitió en 1879. En 1876, asimismo, fue nombrado médico de entrada de los hospitales provinciales de Madrid y, después, profesor adjunto al Decanato del cuerpo facultativo de la beneficencia provincial. En 1877, renunció a la plaza de médico de sala a la que había ascendido y fue nombrado profesor de número del Hospital del Niño Jesús, en virtur de concurso juzgado por la Real Academia de Medicina de Madrid, cargo al que también renunció en 1877.
Fue miembro de diferentes sociedades y academias, comendador de la Orden de Carlos III y jefe superior de administración civil.
Falleció en 1916.